# Tryffelblomfluga
Tryffelblomfluga (Cheilosia soror) är en tvåvingeart som först beskrevs av Zetterstedt 1843.  Tryffelblomfluga ingår i släktet örtblomflugor, och familjen blomflugor. Arten är reproducerande i Sverige.